# Peter 2. af Jugoslavien
Peter 2. Karadjordjević (serbokroatisk: Петар II Карађорђевић/Petar II. Karađorđević) (6. september 1923 – 3. november 1970) var den sidste konge af Jugoslavien fra 1934 til 1945.
Peters far, Alexander 1. blev myrdet i 1934. Da Peter var mindreårig blev der et regentskab under hans onkel, Prins Paul. Efter et statskup i 1941 blev Peter udråbt konge, men Nazi-tyskland invaderede Jugoslavien få uger senere, og den jugoslaviske regering måtte gå i eksil.
Efter at have studeret ved Cambridge Universitet gik han ind i det britiske Royal Air Force. I 1944 blev han gift med prinsesse Alexandra af Grækenland, eneste barn af kong Alexander 1. af Grækenland.
Efter 2. verdenskrig blev monarkiet afskaffet og Peter vendte aldrig tilbage til Jugoslavien. Han døde i eksil i Denver i USA, hvor han også blev begravet som den første europæiske monark i historien. I 2013 blev hans jordiske rester flyttet til Serbien, hvor han blev begravet idet kongelige kapel i Dedinje.